# اشعار (تنیسون، ۱۸۴۲)
«اشعار» (انگلیسی: Poems) یک کتاب دوجلدی از مجموعه اشعار شاعر انگلیسی آلفرد تنیسون است. این اثر در سال ۱۸۴۲ میلادی منتشر شد. برخی از مشهورترین اشعار تنیسون از جمله ماریانا(شعر)، بانوی شالوت، اولیس (شعر) و بشکن، بشکن، بشکن در این مجموعه چاپ شده‌اند. اشعار موقعیت تنیسون را به عنوان یکی از نامدارترین شاعران زمانهٔ خود تثبیت کرد.
گزیده ای از آثار تنیسن از جمله به یادبود آ.ه.ه.،بانوی شالوت،بشکن، بشکن، بشکن،ماریانا،چکامه های شهریار (شاه آرتور) توسط علی طباخیان به فارسی ترجمه شده است.